# Кримське художнє училище імені Миколи Самокиша
Кримське художнє училище ім. М. С. Самокиша — вищий навчальний заклад І рівня акредитації. Знаходиться в м. Сімферополь (територія окупованого Криму). Має ім'я українського художника Миколи Самокиша. Готує молодших фахівців зі спеціальностей: художник-виконавець живопису, викладач; художник-дизайнер.

## Історія створення
Постановою Раднаркому Криму № 192 від 28 червня 1937 року студію імені академіка Миколи Самокиша реорганізовано в Державне середнє художнє училище імені заслуженого діяча мистецтв академіка Миколи Самокиша з 1 січня 1937 року. Біля витоків створення училища стояв академік батального живопису Микола Семенович Самокиш. Пам'ятник якому, дар автора — скультора Віктора Гордєєва, був урочисто відкритий на території училища 1 жовтня 2004 року.
Першим діяльним організатором училища стала Катерина Михайлівна Маркова. Перший навчальний рік 75 прийнятих учнів розпочали 19 жовтня 1937 року. Учні першого набору склали дружній, працездатний колектив, який «задавав тон» усьому життю училища довоєнного періоду. Група старших хлопців організувала «Таємну раду», метою якої була посилена робота за фахом. Випускник училища Л. Є. Сигалевич згадує: «У нас було ганьбою прийти вранці на заняття без нової роботи. Якщо після занять не встигали написати етюд, писали вранці перед уроками та приносили до училища на обговорення колективу.»
  Першим директором був В. Богуславський, якому вдалося вирішити болісне для училища питання про постійне приміщення (заняття проходили в їдальні турбази на вулиці Шмідта): у грудні було виділено приміщення у школі № 16 на вулиці Шкільній, де училище влаштувалося на 4 роки. Микола Семенович Самокиш відвідував училище, знайомився з викладачами та учнями, 1940 року в приміщенні театру ім. Горького відбувся вечір на честь 80-річчя академіка, на якому були присутні учні та викладачі училища. До цієї зустрічі готувалися з хвилюванням, спочатку передбачалося провести її в училищі.
  Ю. І. Шпажинський, син відомого музичного діяча, учень Куїнджі, керівник художньої студії у Севастополі, віддав училищу останні роки свого життя, сповнені гарячої ініціативи та кипучої діяльності. Він у 1939 році добився прийому у голови Ради Міністрів СРСР В. М. Молотова і поставив перед ним питання необхідності будівництва в Криму художнього училища. Уряд виділив 1,5 мільйона рублів на будівництво, в Москві було замовлено проект і пішла робота з пошуку місця під будівництво в Сімферополі, але розпочати яке завадили Радянсько-Фінська війна та Німецько-Радянська війна. У період Німецько-Радянської війни викладачі та учні старших курсів пішли на фронт, стали активними учасниками підпілля, були пов'язані з партизанами, але училище продовжувало свою роботу. Воно розташовувалося у приміщенні музичного училища. У вересні 1941 р. було проведено новий набір учнів. У початковий період окупації Криму Німеччиною училище тимчасово припинило роботу. Є. М. Маркова та Н. С. Самокиш з усіх сил намагалися зберегти колектив училища. С. Є. Шевченка та М. В. Григоров, учасники підпільного партизанського руху в Криму, допомогли отримати право на відновлення училища та видати посвідчення всім його учням та викладачам. Постійного приміщення училище не мало. У цей час викладали О. С. Авчукова, Н. А. Баришев, М. М. Каминіна, Є. М. Маркова О. С. Сирота, Т. С. Рожков, П. В. Риков, А. І. Полканов. Є. М. Маркова — один із керівників училища, викладач малюнка врятувала від викрадення до Німеччини молодших учнів, зберегла архіви, бібліотеку, натюрмортний фонд училища.
Відразу після зміни німецької окупації Сімферополя на радянську з квітня 1944 року, училище продовжило свою роботу. «Винесено постанову РНК Кримської АРСР від 22 липня цього року „Про Кримське художнє училище ім. Н. С. Самокиша“. Постанова проведена у життя. Отримано нове приміщення. Навчальний рік розпочався нормально 1 жовтня. Загалом прийнято 75 осіб. Низка питань ще все ж таки не вирішена: необхідно засклити приміщення, забезпечити паливом. Забезпечити учнів художніми матеріалами (фарба, полотно, папір, пензлі тощо). Забезпечити училище новими програмами, навчальними посібниками». У 1946—1947 навчальному році розпочинають свою роботу два нових відділення: театрально-декоративне та скульптурне. Перше здійснило два випуски в 1951 і 1952, друге — 12 (з 1951 по 1967 рр.).У 1948 році відбулися перші захист та випуск. К. А. Прохоров, випускник училища згадує: «П'ятий курс закінчили 17 осіб. Складні та важкі були післявоєнні роки у житті учнів… І всі, хто був серед перших випускників, починали навчатися до війни… Таким чином від початку мрії про училище і до його закінчення минуло 11 років… У день захисту — 30 червня 1948 року приміщення на Одеській вулиці б.4, було переповнене. Для того часу в Криму подія значна… вперше… перший випуск. Були присутні майже всі члени Спілки художників, весь склад педагогів та студентів, керівники Управління культури, представники з Москви тощо.»
  50-ті роки — час активного зростання, загального підйому училища як у питаннях постановки навчально-виховного процесу, і у всьому житті колективу. Якщо досі лише кілька провідних викладачів спрямовували навчальний процес, то тепер розпочалася робота колективу, який озброєний твердими знаннями і боровся за передачу цих знань учням. Викладачі спеціальних дисциплін складали активне ядро Спілки художників, тому зв'язок училища зі Спілкою був повсякденним. До педагогічного колективу влилися нові педагоги, які щойно закінчили найкращі вищі навчальні заклади СРСР. Усі вони були молоді та енергійні. Усіх об'єднувала не лише спеціальність, але й активне бажання працювати багато і наполегливо над зростанням професійного рівня, над вихованням молодих кадрів. Умови для занять були погані, не вистачало навчальних авдиторій. Читальна та спортивна зали були відсутні. Училище працювало у дві зміни. Загальна навчальна площа становила 577м², І. А. Журавльова, викладач училища, у минулому завуч, згадує, що їй доводилося складати 12 варіантів розкладів занять, а іноді заняття проходили під дахом, у розкладі стояло «голуб'ятня». У період оновлення училища" ядро педагогічного колективу становили Н. С. Бортніков, Є. В. Гейнц, В. І. Апанович, М. В. Борисова, В. Д. Бернадський, Ф. І. Захаров, П. М. Карнаух, Т. М. Кузнєцова, А. С. Креслов, А. Ф. Музика, Л. С. Смерчинський, Л. І. Ушакова, М. М. Щеглов, К. П. Федчук, С. І. Володимиров, Т. С. Рожков, К. А. Прохоров, І. А. Журавльова, І. Г. Майданик, О. О. Пузиревич, В. П. Соболь, А. І. Бедніченко, П. А. Скорубський, І. С. Нетров, В. І. Солощенко, Є. М. Зільберг, Д. Д. Шелепа, Ф. І. Герловіна, С. Г. Ландау, А. П. Трапані, А. І. Мельник, І. А. Маргуліс, Л. М. Оглоблін. Усі тепло згадували цей час. Н. Ф. Бортников казав, що всі у колективі працювали з повною віддачею, розуміли одне одного з півслова. С. Г. Ландау написала: «Залишилися найкращі спогади від колективу, тоді якраз змінилося керівництво, і прийшла група молоді, а разом із нею особливий радісний творчий дух. Було дуже дружньо та шанобливо один до одного».
У 1960 році училище було переведено до нового, більш просторого приміщення на вул. Тамбовській, 32, площею 1354м². У 60-80-ті роки в училищі склався високопрофесійний творчий колектив, який поповнився новими молодими фахівцями та колишніми випускниками, які закінчили вищі навчальні заклади СРСР. Серед великого списку викладачів Л. В. Балкінд, В. В. Григор'єва, Є. В. Гейнц, В. В. Жуковський, В. П. Капітонова, О. М. Кікеєва, Л. В. Лабенок, О. М. Алевікова, В. В. Петренко, Н. І. Петренко, Е. Д. Скворцова, А. М. Шипов, К. Г. Таран, Л. М. Храпунова, Н. М. Фомін. У цей період в училищі зміцнюється матеріально-технічна база, йде подальше вдосконалення навчально-виховного процесу та методики викладання предметів, знаходяться нові форми зв'язку навчального процесу з виробництвом, відкривається нове відділення — художньо-оформлювальне (що згодом отримало назву відділення «Дизайн»). Училище активно веде творчу та шефську роботу, бере участь у оглядах-конкурсах, виставках країни, стає навчально-методичним центром дитячих мистецьких шкіл та шкіл мистецтв Криму. Зростає заслужений авторитет училища: успіхи в роботі, наголошується в доповіді Академії мистецтв СРСР, у числі 5 училищ країни (зі 102 представлених на виставці), що досягло найкращих результатів з живопису на Всесоюзній науково-методичній нараді вищих та середніх мистецьких закладів у Ленінграді.
  На початкових роках вже незалежної України, у 90-ті була зупинка у розвитку матеріально-технічної бази училища, у цей же час прийом до училища на бюджетні місця різко скоротився, було введено платну форму навчання. У 2002 році в училищі було відкрито заочне відділення (спеціалізації «Образотворче та декоративно-ужиткове мистецтво», «Дизайн»), у 2003 році в Севастополі розпочав роботу "Навчально-консультаційний центр Кримського республіканського вищого навчального закладу «Художнє училище ім. Н. С. Самокиша». З 2004 року різко почала змінюватися на краще матеріально-технічна база училища (обладнано комп'ютерний клас, нову вчительську, буфет, читальний зал, туалети, замінено всі віконні та дверні блоки в навчальному корпусі, запущено автономну газову котельню, відремонтовано актову залу, впорядковано та огороджена територія училища). У цей період училище перейшло на нові державні стандарти навчання, пройшло акредитацію спеціальностей, отримало нові ліцензію на освітню діяльність та сертифікати на акредитацію спеціальностей, пройшло атестацію загальноосвітньої діяльності та отримало право видавати атестати про повну середню освіту. Створення нормальних умов для навчання та роботи сприятливо позначилося на мікрокліматі колективу, на всьому навчально-виховному процесі. В училищі відродилося суспільне життя: проходять студентські вечори, КВК, проводяться конкурси та виставки. Студенти беруть активну участь у виставках Спілки художників України та Спілки дизайнерів України. Випускники стали бажаними студентами Національної академії образотворчого мистецтва та архітектури, Харківської державної академії дизайну та мистецтв, їх запрошують інші ВНЗ країни. Фахівці, підготовлені училищем, потрібні в Автономній Республіці Крим та Україні загалом.
  У ці роки трудилися і трудяться педагоги старшого покоління училища Г. М. Куриленко, В. І. Григор'єв, Ф. І. Алещенков, В. Г. Хараборіна, Ю. А. Кіщенко, О. П. Іотка, Н. С. Моргун, В. Д. Задирієнко, І. С. Петров, А. В. Полякова, А. В. Білосовська, В. Г. Бадусєв, А. Л. Єфремова, А. Д. Пашковська, І. М. Шевченка, викладачі середнього покоління В. В. Лисов, М. М. Тітов, Т. Я. Прикот, В. Г. Шевчук, О. Т. Шевчук, В. С. Шумаков, Т. П. Солдатєнкова, Т. Т. Диманова-Голинська, В. І. Єрмаков, Т. В. Голобородько, Н. А. Золотухіна, Г. Ф. Родімова, І. І. Шевченка, Н. І. Горєлкін, В. І. Верещак, В. А. Зотіков, А. Є. Голіброду, А. С. Пігарєв, Я. М. Дудченко, І. М. Грищенко, Є. Є. Лебедєва, з 2000 р. — І. В. Карпов, Є. А. Селезньова, І. В. Руденко, Л. А. Бочарнікова, В. В. Полтавська, М. М. Дяченко, О. В. Вербицька, Н. В. Ткаченка, Н. А. Дерев'янкіна, Л. П. Рустамова, Л. Г. Бондаренко, Є. І. Баталова, Ю. К. Мещеряков, Л. Б. Скляр, І. Л. Храмченко, В. Б. Голинський.
Трудовий колектив училища досвідчені педагоги, спеціалісти, службовці, співробітники та робітники наполегливо і дбайливо, вимогливо та уважно, ведуть своїх вихованців від вступу до випуску, від першого курсу до захисту дипломів. З Кримським художнім училищем ім. Н. С. Самокиша пов'язані імена багатьох відомих митців та діячів культури та мистецтв України. Училище пишається своїми випускниками, які здобули всенародне визнання, нагородженими урядовими нагородами. У тому числі: В. Д. Бернадський — народний художник України. Ф. З. Захаров — народний художник України, лауреат премії ім. Т. Г. Шевченка,  В. І. Гурін — народний художник України, академік, професор,  Л. В. Лабенок — народний художник України, С. П. Джус — народний художник України, Л. Т. Джус — народний художник України, П. П. Грейсер — народний художник України, заслужені художники України М. Ф. Бортніков, Л. Грейсер, І. П. Копаєнко, Р. В. Сердюк, В. Волков, І. С. Петров, В. В. Петренко, І. М. Шевченка, Т. С. Шевченка, О. І. Сухоруких, Н. С. Моргун, В. С. Гордєєв, Л. Герасимов та багато інших. У різні роки училищем керували В. Богуславський, Є. Алієв, І. П. Борщов, М. П. Крошицький, Є. В. Гейнц, М. Ф. Бортніков, Н. А. Бедніченко, О. Ф. Музика, В. П. Капітонова, Ю. А. Кіщенко, В. І. Григор'єв, І. М. Шевченка, з грудня 2003 року — В. І. Єрмаков. Кримське мистецьке училище сьогодні — вищий навчальний заклад 1 рівня акредитації.

## Забезпечення навчального процесу до окупації Криму
Для організації навчального процесу училище мало:
- 9 майстерень для занять малюнком і живописом,
- два кабінети для занять композицією,
- майстерню для занять ліпленням,
- кабінети: української мови й літератури, педагогіки та психології, історії образотворчого мистецтва, анатомії та малюнка, безпеки життєдіяльності людини,
- комп'ютерний клас,
- бібліотека з читальним залом,
- актовий зал.

Головне місце в підготовці молодих художників посідали спеціальні дисципліни: малюнок, живопис, композиція, ліплення, шрифт і декоративне оформлення, пластична анатомія, історія образотворчого мистецтва, технологія і матеріалознавство, історія орнаментів і народних художніх промислів, основи кольорознавства, народознавство й українська культура, перспектива та креслення.
Навчальним планом передбачені пленерна, виробнича відділення «Дизайн») та педагогічна (відділення «Образотворче і декоративно-прикладне мистецтво») практики.
Навчальний процес здійснювався колективом досвідчених викладачів. В училищі працювали викладачі, що мають почесні звання, серед яких Шевченко І. М., заслужений художник України, заслужений діяч мистецтв Криму, лауреат державної премії, академік Української технологічної Академії наук.

## Випускники
За час свого існування училище випустило багато фахівців, серед яких відомі зараз художники, дизайнери:
Гурін В. І. — академік Національної Академії мистецтв України, професор кафедри живопису;
Рибін С. А. — проректор Харківської Академії дизайну і мистецтв;
Шевченко І. М., Диманова Т. Т., Полякова Л. В., Солдатенкова Т. П., Кищенко Ю. А, Гайдук М. В.

## Творча і методична робота
- У березні 2001 р. у рамках Першого Всеукраїнського форуму «Дизайн-освіта 2001 р.» в Харківській Академії дизайну і мистецтв був проведений Перший огляд-конкурс дипломних і курсових проєктів вищих дизайнерських шкіл України. У ньому брали участь 145 представників з 22 вищих навчальних закладів 11 міст України. Вони представили 148 робіт. Кримське художнє училище ім. М. С. Самокиша подало 7 робіт, 2 з яких були відзначені дипломами.
- Улітку 2001 р. у виставковому залі Союзу художників (м. Сімферополь) з великим успіхом пройшла виставка робіт педагогів і студентів.
- Щорічно разом з музичним училищем ім. П. І. Чайковського проводиться творчий звіт, на якому представлені кращі роботи випускників училища.